# Loxodocus micrommatus
Loxodocus micrommatus là một loài tò vò trong họ Ichneumonidae.